# 天野末治
天野 末治（あまの すえじ、1901年1月21日 - 1976年3月1日）は、日本の弁護士、社会運動家。扱った事件の多くは、小作争議、労働争議、思想弾圧事件などであり、自由法曹団東海支部結成においては指導的役割を果たした。愛知大学事件、大須事件の弁護団長として知られる。旧姓は柴田。

## 来歴
愛知県美合村大字岡村（現：岡崎市岡町字西側25番地）に、父柴田喜十、母たまの末っ子として生まれた。生家は農業で、当時その地方では養蚕が盛んであったことから、養蚕家が集まって蚕種製造組合を創った。父の柴田喜十は推されてその組合長となり、村会、信用組合などの役員などもした。
1914年（大正3年）、男川尋常高等小学校高等科を修了。愛知県立第二中学校（現：愛知県立岡崎高等学校）卒業後、父親の要望により長野県の上田蚕糸専門学校養蚕科（現：信州大学繊維学部）に進学。そこで天野は大正デモクラシーの空気を胸いっぱいに吸い込むことになった。農村青年の自由教育運動である信濃自由大学に参加し、講師をしていた恒藤恭の教えに傾倒する。3年のときに父親を亡くしたのち、1922年（大正11年）、京都帝国大学経済学部に入学。在学中に高等試験行政科試験、同司法科試験に合格。1926年（大正15年）に大学を卒業し、学者を志して、同大学農学部農林経済研究室に勤務した。しかし研究室で行われているものは「御用学問以上ではない」と思えた天野は、1927年（昭和2年）に研究室を去り、その年の4月から京都の法律事務所で弁護士として働き始めた。
1928年（昭和3年）2月、日本農民組合の顧問弁護士となり、同時期に労働農民党に入党した。日農顧問となった天野は早々に朝鮮の木浦に近い荷衣島の小作争議応援のため派遣された。帰国後の3月14日、地主糾弾演説会を開くと待ち構えていた警察に捕縛された。三・一五事件においては全国で数千名が検束されたが、天野もその一人であった。
その頃、名古屋地方には労働争議、小作争議を階級的立場で戦っていく弁護士が一人もいなかった。同年4月、名古屋裁判所前に事務所兼住宅を構え、京都女子専門学校（現：京都女子大学）を卒業したばかりの天野ツタと結婚した。ツタの実家は額田郡岩津町西阿知和（現：岡崎市西阿知和町字中根）にあり、天野姓となった。
1930年（昭和5年）、過酷な労働と賃金支払いなどをめぐって労働争議「三信鉄道事件」が勃発（三信鉄道は飯田線の前身）。300余名の朝鮮人労働者が検挙されたこの事件において、天野は自由法曹団のメンバーとして現地に赴き激励演説を行うも、その帰りに捕まり検挙された。1931年（昭和6年）1月、全国農民組合愛知県連合会が結成されると、その執行委員長に推された。昭和初期における農民運動に尽力するとともに、多数検挙された同郷の岡崎市の社会主義運動家たちに対し支援の手をさしのべた。
1933年（昭和8年）11月15日、治安維持法違反容疑で検挙され（日本労農弁護士団事件）、1年半、未決勾留で獄中生活を送った。1935年（昭和10年）12月、懲役2年・執行猶予3年の刑が科せられ、1939年（昭和14年）まで弁護士資格を剥奪された。

### 戦後
1945年（昭和20年）暮れ、竹内京治、杉山新樹、東海新聞を創刊した榊原金之助、岩津農商学校創立者の足立一平らと共に岡崎文化協会設立の案を練る。同協会は翌1946年（昭和21年）2月3日に創立した。
1947年（昭和22年）の衆院選と1950年（昭和25年）の参院選に日本共産党公認で出馬するがいずれも落選した。
1952年（昭和27年）、長男が愛知大学事件の被告の一人として起訴されると、同事件の主任弁護士として20数年にわたり検察当局と抗争を続けた。同事件の控訴審では、事実認定で、事件の重大な争点である警官の北門侵入がなかったことが立証され、学生側の実質勝利を導いた。
1955年（昭和30年）1月、カルカッタで開かれたアジア法律家会議に日本代表の一人として出席。帰途、中国の政治法律学会にも招かれた。
大須事件（1952年7月）も主任弁護士として受任。大須事件も26年に及ぶ史上まれな長期裁判となったが、最高裁判決を待たずして、1976年（昭和51年）3月1日に脳溢血のため岡崎市西阿知和町字中根の自宅で死去した。75歳没。
五男の天野茂樹も弁護士となった。1999年4月に設立されたオンブズマン「市民オンブズ岡崎」の事務局は、茂樹の事務所に置かれている。

## 著書
- 天野末治『ある現代史』東海タイムズ社、1970年。